# لینچ‌کردن در ایالات متحده آمریکا

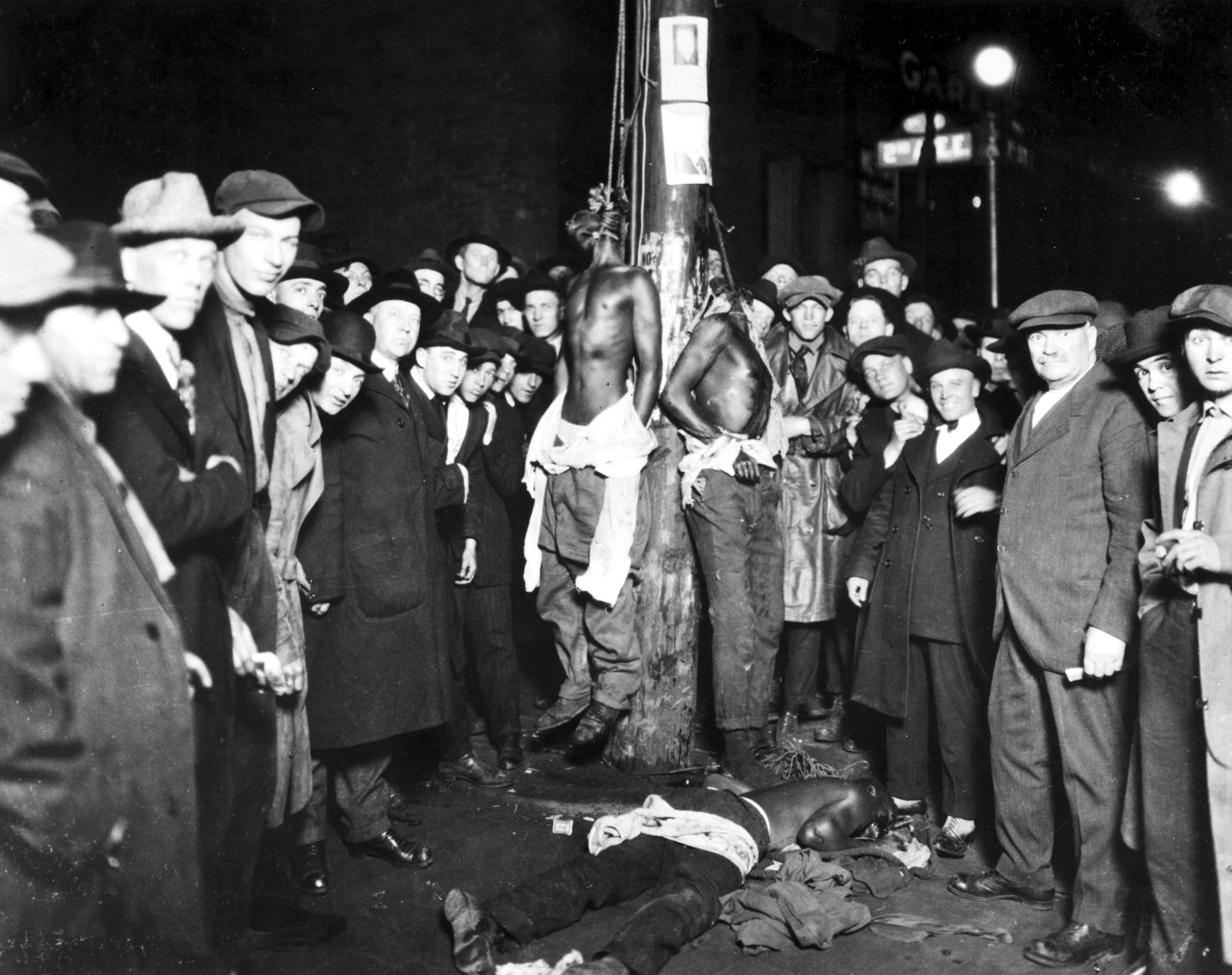
کارت پستال لینچ چند سیاه پوست در دولوت، مینه‌سوتا

لینچ کردن عمل کشتن مردم به دست انبوه افراد خودسر به طور فراقانونی است که از اواخر قرن ۱۸ تا دهه ۱۹۶۰ در ایالات متحده آمریکا رخ می‌داد. عمده موارد زجرکش کردن عمدتاً در غرب و جنوب آمریکا رخ می‌داد. زجرکشی ۳٬۴۴۶ سیاه و ۱٬۲۹۷ سفید بین ۱۸۸۲ تا ۱۹۶۸ ثبت شده‌است.
در ابتدای قرن بیستم در آمریکا، لینچ‌کردن یک سرگرمی برای عکاسان بود. مردم کارت‌پستال‌هایی از لینچ افرادی را که شاهدش بودند برای هم می‌فرستاند. این عمل چنان باب بود که در سال ۲۰۰۰ نویسنده‌ای در تایم نوشت که «حتی نازی‌ها سوغاتی‌های آشویتس را نمی‌فروختند، ولی صحنه‌های لینچ به بخشی پررونق از صنعت کارت‌پستال تبدیل شد. در ۱۹۰۸، این تجارت چنان بزرگ و ارسال کارت‌های قربانیان زجرکشی چنان زننده شده بود که رئیس کل پست آمریکا این کارت‌ها را ممنوع کرد».

## نگارخانه
|  |  |  |  |